# Gare de Tillières
La gare de Tillières est une halte ferroviaire française fermée de la ligne de Saint-Cyr à Surdon, située sur le territoire de la commune de Tillières-sur-Avre, dans le département de l'Eure, en région Normandie.

## Situation ferroviaire
Établie à 162 m d'altitude, la halte de Tillières est située au point kilométrique (PK) 107,576 de la ligne de Saint-Cyr à Surdon, entre les gares de Nonancourt et de Verneuil-sur-Avre.

## Histoire
Elle est mise en service le 1er octobre 1866 avec l'ouverture de la voie entre la gare de Dreux et la gare de L'Aigle.
En 2015, SNCF estime la fréquentation annuelle à 18 voyageurs.

## Service des voyageurs
La halte est fermée.